# Genappe
Genappe (nld. Genepiën, wa. Djinape) – miasto w środkowej Belgii, w Regionie Walońskim, w prowincji Brabancja Walońska, w okręgu Nivelles. Pod względem powierzchni jest największym miastem w prowincji.

## Podział administracyjny
W skład miasta wchodzi siedem dzielnic (section):
- Baisy-Thy
- Bousval
- Glabais (Glabbeek)
- Houtain-le-Val
- Loupoigne
- Vieux-Genappe (Oud-Genepiën)
- Ways

## Współpraca
Miejscowości partnerskie:
- Franklin, Stany Zjednoczone
- Littlethorpe, Wielka Brytania
- Narborough, Wielka Brytania